# Lensman (anime)
Galactic Patrol Lensman (GALACTIC PATROL レンズマン) é uma série de anime e filme baseados na série de livros Lensman escritos por E. E. Smith. Embora estes terem sido produzidos com o consentimento do acervo de Smith, eles ficaram tão decepconados com o resultado que não foi aceita nenhuma outra sugestão de adaptação. Houve várias adaptações dubladas do filme na América do Norte, e os primeiros quatro episódios da série animada foram lançadas numa forma totalmente editada pela Harmony Gold USA. No brasil passou na TV Cultura.

## Sinopse
A história é sobre um Lensman à beira da morte que transfere sua lente para um jovem chamado Kimball Kinnison. Porém, Kim não tinha consciência da grande responsabilidade que é carregar a Lente. Essa Lente contém informações vitais que ativariam a Patrulha Galáctica para enfrentar a arma mortal DNA, criada pelo Império Boskone. Inicialmente os Arisianos foram os criadores das Lentes para enfrentar os perversos Eddorianos, pois, apesar do seu grande poder, eles não poderiam enfrentar sozinhos a ameaça a Eddoriana. Através das Lentes, a mente dos Lensmen foram fundidas com a consciência cósmica de Arisia. No outro lado está o Lord Helmuth, o implacável, impiedoso líder dos Boskone, que não pararia por nada até pôr as mãos nos Lens.
De volta a história, nosso jovem herói encontra-se na fuga da nave de guerra dos Boskone com a ajuda do seu amigo Van Buskirk. Mais tarde, os Boskone explodiram o Planeta Mqueie (um planeta agrícola) onde Kim e seu pai Ken viveram. Ken foi um dos fundadores da Patrulha Galáctica; infelizmente, ele perdeu um braço durante uma batalha, e se não tivesse perdido, teria sido um Lensman. Ken sempre sonhou em se tornar um Lensman, e quando descobriu que seu filho se tornou um, sacrificou a própria vida para salvá-lo.
Ao longo da história, Kim encontra Clarissa MacDougall, uma enfermeira que trabalha na Patrulha Galáctica, e houve uma atração imediata entre os dois.
É inevitável o encontro entre Lord Helmuth e Kim. Imagine a diferença entre eles: Kim é um novo Lensman, jovem e ingênuo, que carrega consigo a responsabilidade de proteger o universo. Helmuth é um alien gigantesco com grandes poderes e exércitos inteiros à sua disposição, mas o que Kim não sabia era que ele tinha uma poderosa arma, mais forte do que qualquer outro inimigo que ele venha a enfrentar.
Eventualmente, Kim descobre que a Lente tem a resposta, e dentro dela há um grande poder também, fornecendo a chave para a derrota de Helmuth, e ele passa a fórmula para a esquadrilha da Patrulha Galáctica que está esperando para atacar, sabendo que perderiam sem a resposta.
O filme foi feito em 1984, e incorporado gráficos computacionais que deram uma nova dimensão ao anime. A animação foi feita com o apoio da NYIT.